# Rèche

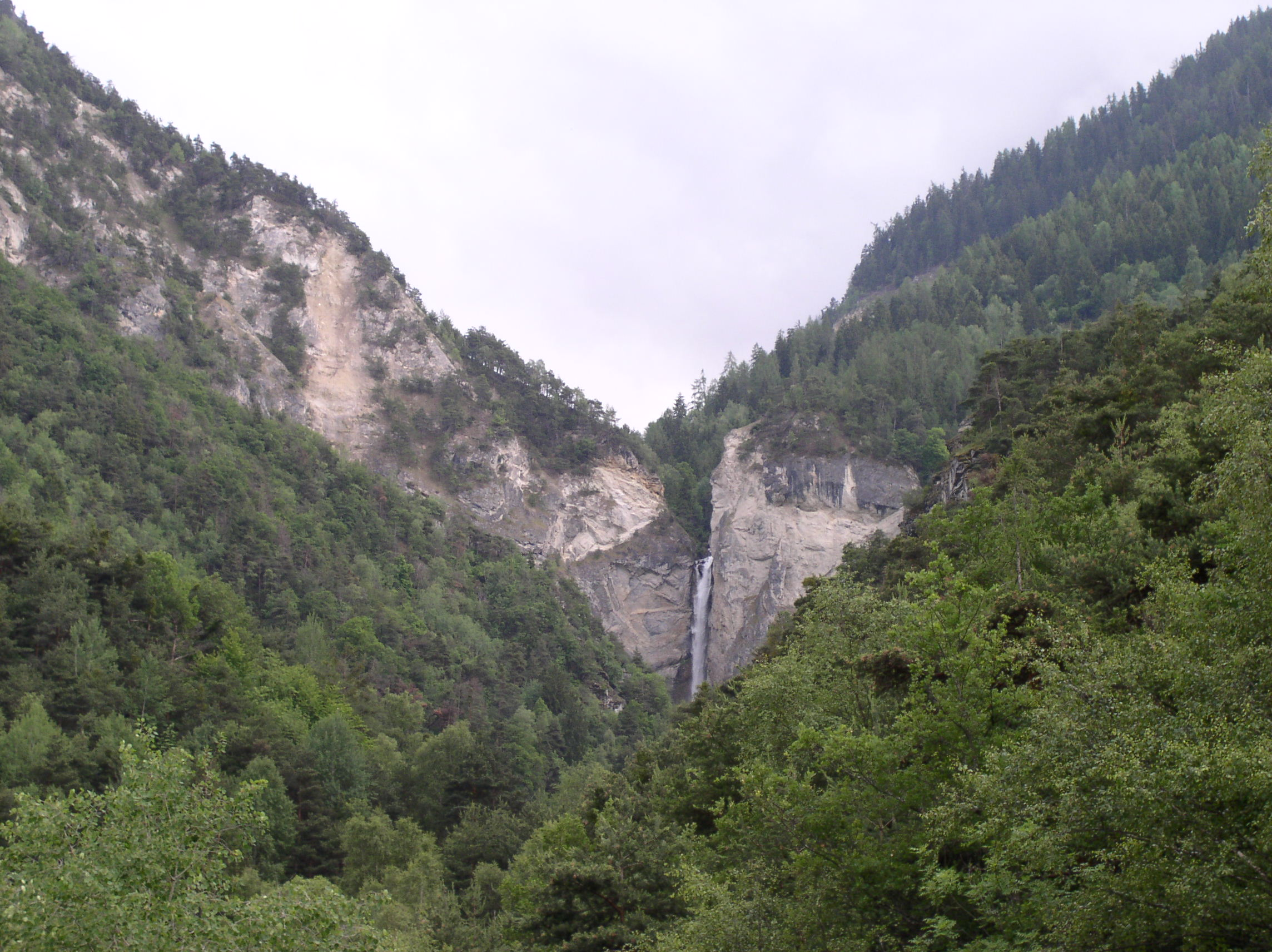
Wasserfall über eine Felsklippe

Die Rèche ist ein 10,8 km langer Fluss im Schweizer Kanton Wallis. Sie mündet in den Canal de Crêtelongue. Die Herkunft des Namens ist unbekannt, vermutet wird der Zusammenhang mit einem Holzplatz (französisch Raisse).

## Geographie
Der kleine Fluss entspringt in der Nähe des Col de Louché und fließt in den Lac du Louché, der von weiteren Gebirgsbächen gespeist wird. Die Rèche fliesst Richtung Nordnordwest durch das Val de Réchy. Im Oberlauf gibt es einige kleine Nebenflüsse, die von Schneefeldern und kleinen Blockgletschern gespeist werden. Auf ihrem Weg durchquert sie das Moorgebiet um den Ar du Tsan und stürzt in einem Wasserfall ⊙ über eine Felskante. Sie durchquert die Gemeinden Mont-Noble, Grône und Chalais und erreicht bei Réchy das Rhone-Tal. Dort wurde der Flusslauf kanalisiert, die ursprüngliche Mündung in die Rhone aufgehoben und der Fluss in den Canal de Crêtelongue geführt, der nach gut einem Kilometer mit dem Canal de Granges zusammengeführt wird. Dieser durchquert die Moorlandschaft von Poutafontana und endet in der Nähe des Ortes Saint-Léonard an der Rhone ⊙. Er verfügt nicht über eine direkte Verbindung, sondern ist über eine Schleuse angeschlossen. Das Einzugsgebiet des Flusses ist 24,6 km² groß.

## Umwelt
Der Oberlauf des Flusses ist von Stufen und kleinen Wasserfällen geprägt, naturnah und mit sehr guter Wasserqualität. Die Moorgebiete zusammen mit dem Flusslauf und seinen Anschwemmungen bildet ein besonderes Ökosystem mit seltenen Arten, wie es in der Schweiz rar geworden ist, seitdem beispielsweise am Lac de Salanfe, am Lac de Mauvoisin oder am Mattmarksee ähnliche Systeme zerstört wurden. Das Moorgebiet um die Ar du Tsan wurde 1996 die in die «Liste der Moorlandschaften von besonderer Schönheit und von nationaler Bedeutung» aufgenommen. Am 1. April 1998 wurde das 3480 ha grosse Gebiet «Val de Réchy – Sasseneire» in das «Bundesinventar der Landschaften und Naturdenkmäler von nationaler Bedeutung» aufgenommen (BLN – Objekt 1715). Belastet wird die Rèche in schwachem Maße durch extensive Landwirtschaft auf den Weiden von Réchy und durch Aktivitäten des sanften Tourismus. Der das Moorgebiet von Poutafontana durchquerende Canal de Granges ist wegen seiner Faunadiversität von Interesse. Durch den geringen Abfluss ist die Wasserqualität in diesem Bereich ungenügend bis schlecht, insbesondere durch Abwässer, das Wasser trägt sichtbare Verschmutzungen. Die Rèche ist einer der wenigen Zuflüsse der Rhone, in der eine hohe Anzahl Brütlinge der Bachforelle festgestellt werden, die in der Rhone sonst von Zuchttieren dominiert ist.

## Wirtschaft
Seit Jahrhunderten wird das Wasser des Flusses für die Bewässerung der Wiesen verwendet und dafür über insgesamt sieben Suonen (franz. Bisses) abgeleitet. Die 6,3 km lange Bisse de Vercorin wurde Ende des 14. Jahrhunderts auf der rechten Talseite gebaut, sie entnimmt Wasser auf einer Höhe von 1685 m und leitet es auf die Wiesen des Feriendorfes Vercorin. Die Bisse de Réchy entnimmt Wasser auf 634 m ü. M. und leitet es in Röhren auf 566 m ü. M. auf die Felder oberhalb von Chalais. Die Rèche ist als einer der wenigen Schweizer Flüsse nicht hydroenergetisch genutzt.